# Exenterus adspersus
Exenterus adspersus är en stekelart som beskrevs av Hartig 1838. Exenterus adspersus ingår i släktet Exenterus och familjen brokparasitsteklar. Arten är reproducerande i Sverige. Inga underarter finns listade i Catalogue of Life.